# Игумнов, Николай Васильевич
Николай Васильевич Игумнов (1855—1924, Алахадзы) — русский купец, благотворитель, совладелец торгово-промышленного товарищества «Ярославская Большая мануфактура», владелец золотых приисков в Сибири. Владелец особняка в Москве, известного в настоящее время как Дом Игумнова (1888—1895, архитектор Н. И. Поздеев).

## Биография
Унаследовал состояние своего отца Василия Матвеевича Игумнова (1808—?) и дяди Гавриила Матвеевича Игумнова (1805—1888) — золотопромышленника, учредителя Ярославской Большой мануфактуры. 
Являлся содиректором Товарищества Ярославской Большой мануфактуры, но из-за конфликта с Карзинкиными продаёт пай и отходит от управления мануфактурой.
В Москве на Якиманке Игумнов построил дорогой особняк в котором, однако, долго не прожил и, по  воспоминаниям Николая Александровича Варенцова, продал его Великой Княгине Елизавете Фёдоровне за 300 тыс. рублей под благотворительные нужды.  
Приобрёл в собственность 600 десятин заболоченных земель  в Абхазии (посёлок Алахадзы). Организовал осушение заболоченных участков и высадку саженцев манго, киви, табака и мандаринов, бамбука. Посадочный материал был закуплен в Турции. Одновременно Игумнов организовал рыболовецкое предприятие и построил консервный завод.
После Октябрьской революции (1917) работал в совхозе, на бывших своих мандариновых плантациях, агрономом.
Похоронен в Алахадзы.

## Память
В 2013 году вышел художественный фильм «Абхазская сказка» (реж. Павел Бортников), основанный на биографии Николая Васильевича. Что является широко распространенным описанием к фильму, но по факту таковым не является. Короткий эпизод с участием купца по всей видимости является художественным вымыслом.

## В городских мифах
Существует множество устойчивых мифов об Игумнове. В основном они связаны с его вызывающим домом в Москве на Якиманке. В одном из мифов Игумнов был отправлен в ссылку за бал на монетах с лицом Императора. Однако эта легенда не находит подтверждения. Игумнов теряет интерес к дому в Москве, его дети не хотят жить с ним и он начинает новое дело в Абхазии.  